# Urspringen
Urspringen – miejscowość i gmina w Niemczech, w kraju związkowym Bawaria, w rejencji Dolna Frankonia, w regionie Würzburg, w powiecie Main-Spessart, wchodzi w skład wspólnoty administracyjnej Marktheidenfeld. Leży około 10 km na północny zachód od Karlstadt.

## Demografia
| Rok  | Liczba mieszk. |
| ---- | -------------- |
| 1970 | 1168           |
| 1987 | 1160           |
| 2000 | 1293           |
| 2005 | 1313           |

## Oświata
(na 1999)

W gminie znajduje się 75 miejsc przedszkolnych (z 53 dziećmi) oraz szkoła podstawowa (10 nauczycieli, 185 uczniów).